# Dagmar Ebbesen
Dagmar Ebbesen (Stoccolma, 1º ottobre 1891 – Stoccolma, 5 dicembre 1954) è stata un'attrice e cantante svedese.

## Biografia
Figlia degli attori Thorald Ebbesen e Jenny Öhrström, e sorella dell'attrice Elsa Ebbesen, debuttò tredicenne all'Östermalmsteatern (ora Operett-teatern) di Stoccolma, nel lavoro teatrale Tummeliten. Dal 1906 al 1909 partecipò alla tournée della compagnia teatrale di Albert Ranft, per poi essere scritturata dapprima dal Folkteatern di Göteborg (1916-1919) e successivamente dal Folkteatern di Stoccolma (1919-1928). La sua carriera ebbe una svolta nel 1921 con l'interpretazione della fantesca Kristin nell'opera teatrale Hemslavinnor, ruolo che in seguito ricoprì per oltre 500 rappresentazioni. La pièce fu alla base dei film omonimi del 1923 e 1933, nonché del film Vi hemslavinnor del 1947.
Successivamente diminuì il suo impegno teatrale per dedicarsi prevalentemente al cinema. Interpretò spesso la parte dell'irreprensibile donna di servizio che mette rimedio con autorità alle situazioni quando diventano difficili. Era in grado inoltre di impersonare donne burbere e scontrose con sagacia e humour. Fra i suoi maggiori successi cinematografici sono da annoverarsi Flickorna på Uppåkra (1936), Kvinnan tar befälet (1942) e Kristin kommenderar (1946). Le sue interpretazioni memorabili non furono peraltro limitate al ruolo della domestica; basti ricordare la parte di madame Flod in Hemsöborna (1944).
Dagmar Ebbesen morì nel 1954, ed è sepolta al cimitero Norra begravningsplatsen di Stoccolma. Alla Ebbesen è dedicata una via cittadina di Solna (Ebbesens väg).

### Vita privata
Sposò in prime nozze, dal 1911 al 1913, il giornalista Oskar Thorell (nato nel 1888), e successivamente, dal 1926, il maestro di cappella Heribert Abrahamson (1889–1956), collaboratore musicale e pianista del cantante Ernst Rolf. Ebbero un figlio, Torald Holger Thorell (1911–1983).

## Filmografia
- Mannekängen, regia di Mauritz Stiller (1913)
- I kronans kläder, regia di Georg af Klercker (1915)
- I minnenas band, regia di Georg af Klercker (1916)
- Nattens barn, regia di Georg af Klercker (1916)
- Balettprimadonnan, regia di Mauritz Stiller (1916)
- Svärmor på vift eller Förbjudna vägar, regia di Georg af Klercker (1916)
- Aktiebolaget Hälsans gåva, regia di Georg af Klercker (1916)
- Bengts nya kärlek eller Var är barnet?, regia di Georg af Klercker (1916)
- Mellan liv och död, regia di Georg af Klercker (1917)
- Mysteriet natten till den 25:e, regia di Georg af Klercker (1917)
- Storstadsfaror, regia di Manne Göthson (1918)
- Anderssonskans Kalle, regia di Sigurd Wallén (1922)
- Hemslavinnor, regia di Ragnar Widestedt (1923)
- Anderssonskans Kalle på nya upptåg, regia di Sigurd Wallén (1923)
- Halta Lena och vindögda Per, regia di Sigurd Wallén (1924)
- Skärgårdskavaljerer, regia di Theodor Berthels (1925)
- Mordbrännerskan, regia di John Lindlöf (1926)
- Ville Andesons äventyr, regia di Sigurd Wallén (1929)
- Brokiga blad, regia di Valdemar Dalquist e Edvin Adolphson (1931)
- Skepparkärlek, regia di Ivar Johansson (1931)
- Röda dagen, regia di Gustaf Edgren (1931)
- Söderkåkar, regia di Weyler Hildebrand (1932)
- Kärlek och kassabrist, regia di Gustaf Molander (1932)
- Lördagskvällar, regia di Schamyl Bauman (1933)
- Hemliga Svensson, regia di Schamyl Bauman (1933)
- Hemslavinnor, regia di Ragnar Widestedt (1933)
- Augustas lilla felsteg, regia di Thor Modéen (1933)
- Kvinnorna kring Larsson, regia di Schamyl Bauman (1934)
- Karl Fredrik regerar, regia di Gustaf Edgren (1934)
- Skärgårdsflirt, regia di Arne Bornebusch (1935)
- Tjocka släkten, regia di Sölve Cederstrand (1935)
- Larsson i andra giftet, regia di Schamyl Bauman (1935)
- Flickor på fabrik, regia di Sölve Cederstrand (1935)
- Kvartetten som sprängdes, regia di Arne Bornebusch (1936)
- Flickorna på Uppåkra, regia di Alice Eklund e Lorens Marmstedt (1937)
- Än leva de gamla gudar, regia di Schamyl Bauman (1937)
- Skicka hem nr. 7, regia di Schamyl Bauman e Gideon Wahlberg (1937)
- Vi som går scenvägen, regia di Gideon Wahlberg (1938)
- Baldevins bröllop, regia di Emil A. Pehrsson e Gideon Wahlberg (1938)
- Du gamla du fria, regia di Gunnar Olsson (1938)
- Vi på Solgläntan, regia di Gunnar Olsson (1939)
- I dag börjar livet, regia di Schamyl Bauman (1939)
- Frun tillhanda, regia di Gunnar Olsson (1939)
- ... som en tjuv om natten, regia di Börje Larsson (1940)

- Hennes melodi, regia di Thor Brooks (1940)
- Romanzo (Romans), regia di Åke Ohberg (1940)
- Hanna i societén, regia di Gunnar Olsson (1940)
- Ett brott, regia di Anders Henrikson (1940)
- Så tuktas en äkta man, regia di Ragnar Arvedson (1941)
- Magistrarna på sommarlov, regia di Schamyl Bauman (1941)
- Flickan i fönstret mitt emot, regia di Nils Jerring (1942)
- Vi hemslavinnor, regia di Schamyl Bauman (1942)
- Kvinnan tar befälet, regia di Gunnar Olsson (1942)
- Fallet Ingegerd Bremssen, regia di Anders Henrikson (1942)
- Livet på landet, regia di Bror Bügler (1943)
- När ungdomen vaknar, regia di Gunnar Olsson (1943)
- Släkten är bäst, regia di Ragnar Falck (1944)
- Hemsöborna, regia di Sigurd Wallén (1944)
- Vår Herre luggar Johansson, regia di Sigurd Wallén (1944)
- Skeppar Jansson, regia di Sigurd Wallén (1944)
- Änkeman Jarl, regia di Sigurd Wallén (1945)
- Kristin kommenderar, regia di Gustaf Edgren (1946)
- Åsa-Hanna, regia di Anders Henrikson (1946)
- Kronblom, regia di Hugo Bolander (1947)
- Glada paraden, regia di Emil A. Lingheim e Nils-Gustaf Holmquist (1948)
- Vart hjärta har sin saga, regia di Bror Bügler (1948)
- Greven från gränden, regia di Lars-Eric Kjellgren (1949)
- Skolka skolan, regia di Schamyl Bauman (1949)
- Kronblom kommer till stan, regia di Hugo Bolander (1949)
- Restaurant Intim, regia di Hampe Faustman (1950)
- Hjärter Knekt, regia di Hasse Ekman (1950)
- Ung och kär, regia di Åke Ohberg e Per Gunvall (1950)
- Tryck och sprutt, regia di Per Gunvall (cortometraggio) (1950)
- Fästmö uthyres, regia di Gustaf Molander (1950)
- Frökens första barn, regia di Schamyl Bauman (1950)
- Kvartetten som sprängdes, regia di Gustaf Molander (1951)
- Flottare med färg, regia di Ragnar Frisk (1952)
- Kungen av Dalarna, regia di Gösta Bernhard e Emil A. Lingheim (1953)
- Monica e il desiderio (Sommaren med Monika), regia di Ingmar Bergman (1953)
- Ursula – flickan i finnskogarna, regia di Ivar Johannson (1953)
- Flickan från Backafall, regia di Bror Bügler (1953)
- Dansa min docka, regia di Martin Söderhjelm (1953)
- I dimma dold, regia di Lars-Eric Kjellgren (1953)
- Dumbom, regia di Nils Poppe (1953)
- I dur och skur, regia di Stig Olin (1953)
- Dans på rosor, regia di Schamyl Bauman (1954)
- Ung sommar, regia di Kenne Fant (1954)
- Östermans testamente, regia di Ragnar Frisk (1954)
- Una lezione d'amore, (En lektion i kärlek) regia di Ingmar Bergman (1954)

## Teatro
- Tummeliten (Le Petit Poucet), di Louis François Clairville e Philippe-François Dumanoir (1904), teatro Östermalmsteatern (ora Operett-teatern), Stoccolma
- Rälia Pärsen, rivista (1916), teatro società Leander[4]
- Atlanten vid Kristinehamn, rivista, di Axel Engdahl (1917), teatro Folkteatern (poi Folkan), Stoccolma[5]
- Kaos eller Ta't lätt, rivista, di Axel Engdahl (1919), teatro Folkteatern, Göteborg, e Folkteatern (poi Folkan), Stoccolma[6]
- En flickpension, di Alexandre Bisson (1919), teatro Folkteatern (poi Folkan), Stoccolma[7]
- Mannen utan minne, di B. Decker e Robert Pohl, regia di Otto Malmberg (1919), teatro Folkteatern (poi Folkan), Stoccolma[8]
- Bröderna Östermans huskors, di Oscar Vennersten (1919), teatro Folkteatern (poi Folkan), Stoccolma, nel ruolo di Anna Söderberg[9]
- Krasch, rivista, di Karl-Ewert Christenson e Karl Gerhard, regia di Ernst Brunman (1920), teatro Folkteatern (poi Folkan), Stoccolma[10]
- Clara från Narvavägen, di Björn Hodell, regia di Ernst Brunman (1920), teatro Folkteatern (poi Folkan), Stoccolma[11]
- Handel och sjöfart eller Allt för alla, di Fritz Scheel e Axel Engdahl (1920), teatro Folkteatern, Göteborg[12]
- Hennes lilla majestät, di Paul Lanzinger (1920), teatro Folkteatern (poi Folkan), Stoccolma[13]
- Barken Margareta, di Christian Bogø e J. Ravn-Jensen (1920), teatro Folkteatern (poi Folkan), Stoccolma[14]
- Denna sida opp, rivista, di Karl-Ewert Christenson e Karl Gerhard, regia di Olle Nordmark (1921), teatro Folkteatern (poi Folkan), Stoccolma[15]
- Hönsgården, di Manne Göthson (1921), teatro Folkteatern (poi Folkan), Stoccolma[16]
- Lola, di Rudolf Bernauer e Rudolf Schanzer (1921), teatro Folkteatern (poi Folkan), Stoccolma[17]
- Halta Lena och vindögda Per, di Ernst Fastbom(1921), teatro Tantolundens friluftsteater, Stoccolma[18]
- Vagnmakarns frieri, di Hjalmar Peters, regia di Hjalmar Peters (1921), teatro Folkteatern (poi Folkan), Stoccolma, nel ruolo di Karin Ekberg[19]
- Hemslavinnor, di Christian Bogø e Axel Frische, regia di Hjalmar Peters (1921), teatro Folkteatern (poi Folkan), Stoccolma, nel ruolo di Christiane[20]
- Med Folkan för fosterlandet , di Karl-Ewert Christenson e G. V. Nordensvan, regia di Hjalmar Peters (1922), teatro Folkteatern (poi Folkan), Stoccolma[13]
- Halta Lena och vindögda Per, di Ernst Fastbom (1922), teatro Tantolundens friluftsteater, Stoccolma, nel ruolo di Halta Lena[21]
- Det stora mågakriget, di Walter Stenström e Nanna Wallensteen, regia di Walter Stenström (1922), teatro Tantolundens friluftsteater, Stoccolma, nel ruolo di Katrine[22]
- Hemslavinnor, di Christian Bogø e Axel Frische, regia di Hjalmar Peters (1922), teatro Folkteatern (poi Folkan), Stoccolma, nel ruolo di Christiane
- Inspektorn på Siltala, di Hjalmar Procopé, regia di Hjalmar Peters (1923), teatro Folkteatern (poi Folkan), Stoccolma[23]
- Hemslavinnor, di Christian Bogø e Axel Frische, regia di Hjalmar Peters (1923), teatro Folkteatern (poi Folkan), Stoccolma, nel ruolo di Christiane
- Sömngångerskan, di Marc Swan, regia di Hjalmar Peters (1923), teatro Folkteatern (poi Folkan), Stoccolma[24]
- Frun av stånd och frun i ståndet, di Frans Hedberg (1923), teatro Folkteatern (poi Folkan), Stoccolma[25]
- Svärmor i klämma, di Alfred Aatoft, regia di Hjalmar Peters (1923), teatro Folkteatern (poi Folkan), Stoccolma, nel ruolo di Malena Olsen[26]
- Jazzflugan, di Sven Rune, regia di Hjalmar Peters (1923), teatro Folkteatern (poi Folkan), Stoccolma, nel ruolo di Anna Löfqvist[27]
- En gång om året, di Hugo Hirsch e Arthur Rebner, regia di Carl Barcklind (1924), teatro Folkteatern (poi Folkan), Stoccolma[28]
- Högsta vinsten, di Hjalmar Peters, regia di Hjalmar Peters (1924), teatro Folkteatern (poi Folkan), Stoccolma, nel ruolo di Carmen[29]
- Kärlek och landstorm, di Gideon Wahlnerg e Walter Stenström (1925), teatro Tantolundens friluftsteater, Stoccolma[30]
- Mussolini, di Jens Locher, regia di Sigurd Wallén (1926), teatro Folkteatern (poi Folkan), Stoccolma, nel ruolo della signora Fredriksson[31]
- Skräddar Wibbel , di Hans Müller-Schlösser, regia di Sigurd Wallén (1927), teatro Folkteatern (poi Folkan), Stoccolma, nel ruolo della signora Fitzkes[32][33]
- Revyprimadonnan, di Svasse Bergqvist, regia di Sigurd Wallén (1927), teatro Folkteatern (poi Folkan), Stoccolma, nel ruolo di Ida Weller[34]
- Stockholm–Motala, rivista, di Svasse Bergqvist, Karl-Ewert Christenson e Kar de Mumma (1929), teatro Folkteatern (poi Folkan), Stoccolma[35]
- Krasch, di Erik Lindorm, regia di Sigurd Wallén (1930), teatro Folkteatern (poi Folkan), Stoccolma, nel ruolo della signora Skoglund[36]
- Stockholm blir Stockholm, rivista, di Svasse Bergqvist, regia di Adolf Niska (1930), teatro Vasateatern, Stoccolma[37]
- Trötte Teodor, di Max Neal e Max Ferner (1931), teatro Folkteatern (poi Folkan), Stoccolma, nel ruolo della signora Teodor[38]
- 33.333, di Algot Sandberg, regia di Sigurd Wallén (1931), teatro Folkteatern (poi Folkan), Stoccolma, nel ruolo della signora Ferm[39]
- Borgmästarinnan, di Maurice Hennequin, regia di (1932), teatro Folkteatern (poi Folkan), Stoccolma[40]
- Tjuvar och hedersmän, di Winchell Smith, regia di Oscar Lund (1932), teatro Folkteatern (poi Folkan), Stoccolma, nel ruolo della signora Bascom[41][42]
- Onsdagsflickan, di Paul Sarauw, regia di Albert Ranft (1932), teatro Folkteatern (poi Folkan), Stoccolma, nel ruolo di Engel[43]
- Hemslavinnor, di Christian Bogø e Axel Frische (1932), teatro Folkteatern (poi Folkan), Stoccolma, nel ruolo di Christiane[44]
- Blockad, di Erik Lindorm (1932), tournée teatrale[45]
- Röda dagen, di Erik Lindorm (1932), tournée teatrale[46]
- Nicklasson & Co., di Ernst Berge, regia di Ludde Gentzel (1932), teatro Vanadislundens friluftsteater, Stoccolma[47] n
- Vi som går köksvägen, di Gösta Stevens, regia di Nils Lundell (1932), teatro Södra Teatern, Stoccolma, nel ruolo della cuoca[48][49]
- Ett leende år, rivista, di Gösta Stevens e Kar de Mumma, regia di Björn Hodell (1933), teatro Södra Teatern, Stoccolma[50]
- Den tappre soldaten Schwejk (Il buon soldato Sc'vèik), di Jaroslav Hašek, regia di Oscar Winge (1933), teatro Södra Teatern, Stoccolma[51]
- Lyckliga Jönsson, di Toralf Sandø, regia di Björn Hodell (1933), teatro Södra Teatern, Stoccolma, nel ruolo della baronessa[52]
- Johannis i Lillegår'n, di Gideon Wahlberg , regia di Gideon Wahlberg (1934), teatro Tantolundens friluftsteater, Stoccolma[53]
- Härmed hava vi nöjet, rivista, di Kar de Mumma, Karl-Ewert Christenson e Alf Henrikson, regia di Harry Roeck-Hansen (1935), teatro Blancheteatern, Stoccolma, nel ruolo di Agda[54]
- Grabbarna i 57:an, di Gideon Wahlberg (1935), teatro Tantolundens friluftsteater, Stoccolma[55]
- Sverige åt Svensson, rivista, di Kar de Mumma, regia di Björn Hodell e Leif Amble-Naess (1937), teatro Södra Teatern, Stoccolma[56]
- Solvallakungen, di Ernst Berge, regia di Sigge Fürst (1941), teatro Vanadislundens friluftsteater, Stoccolma, nel ruolo di Olivia[57]
- Opp med folket, rivista, di Harry Iseborg, Allan Forss e Nils Bie regia di Ragnar Klange (1947), teatro Folkets hus teater, Stoccolma[58]

## Radiodrammi
- En gammal symaskin, di Moa Martinson, regia di Lars Madsén (1940), nel ruolo di Antoinette Ferm[59]
- 33,333, di Algot Sabdberg , regia di Carl Barcklind (1940)[60]
- Den undrande skogen, di Arne Wahlberg (1940), nel ruolo della signora Andersson[61]
- När nämndemansmoras Ida skulle bortgiftas, di Nanna Wallensteen, regia di Carl Barcklind (1940), nel ruolo di Soffi[62]
- Bliv er själv eller pengarna tillbaka! Ett besök på psykiska korrektionsinstitutet, cabaret radiofonico, di Nils-Georg, Einar Hylin e Nils Söderman regia di (1941), nel ruolo della moglie del console[63]
- Har den äran!, cabaret, di Nils Perne e Sven Paddock (1941)[64]
- Upp till kamp, flickor, cabaret, (1942)[65]
- Marknadsafton, di Vilhelm Moberg, regia di Lars Madsén (1942), nel ruolo di Lovisa[66]
- Oss flickor emellan, di Georg Eliasson(1943), nel ruolo di[67]
- Auktion, di Josef Briné e Nils Ferlin, regia di Lars Madsén (1944), nel ruolo di Knall-Brita[68]
- Den stora vårutredningen 1944, rivista, di Georg Eliasson e Gösta Rybrant, regia di Palle Brunius (1944), nel ruolo di[69]
- Teater, di Guy Bolton, regia di Rune Carlsten (1946), nel ruolo di Evie[70]
- Kolar-Fredik, di Inge Johansson, regia di Lars Madsén (1948), nel ruolo della nonna[71]
- Anders och valfisken, di Gunnar Falkås, regia di Lars Madsén (1950), nel ruolo di Hanna[72]
- Salig överstens döttrar (The Daughters of the Late Colonel), di Katherine Mansfield, regia di Gustaf Molander (1950), nel ruolo Kate di[72]
- Änkeman Jarl, di Vilhelm Moberg, regia di Lars Madsén (1952), nel ruolo di Gustava Hägg[73]
- Midsommar, di August Strindberg, regia di Palle Brunius (1953), nel ruolo della signora Sjöström[74]
- Vår ofödde son, di Vilhelm Moberg, regia di Mimi Pollak (1954), nel ruolo di Emma[75]
- Pojken med kärran, di Christopher Fry, regia di Palle Brunius (1954), nel ruolo della signora Fipps[76]
- Auktion, di Josef Briné e Nils Ferlin, regia di Lars Madsén (1954), nel ruolo di Knall-Brita[77]